# Primavera per Tom
Primavera per Tom (Springtime for Thomas) è un film del 1946 diretto da William Hanna e Joseph Barbera. È il ventitreesimo cortometraggio animato della serie Tom & Jerry, prodotto dalla Metro-Goldwyn-Mayer e uscito negli Stati Uniti il 30 marzo 1946. Nel corto appare per la prima volta l'interesse amoroso principale di Tom, Toodles Galore.

## Trama
In un bel giorno di primavera, Jerry si sveglia e decide di dare subito un calcio a Tom per farsi inseguire. Il gatto però non gli dà retta poiché è troppo impegnato ad ammirare la bella gattina Toodles Galore, che sta prendendo il sole nel giardino della casa accanto. Tom raggiunge presto Toodles, e i due cominciano a flirtare. Jerry, annoiato dal comportamento dell'avversario, viene convinto dalla sua coscienza cattiva a scrivere una lettera a Butch firmandosi come Toodles, invitandolo a prendere un tè da lei. Appena legge la lettera, Butch si prepara e va da Toodles, iniziando a corteggiarla e provocando così l'ira di Tom. I due gatti si mettono quindi a litigare violentemente, finché Tom non viene scagliato fuori dal giardino. Quest'ultimo decide infine di rinunciare alle attenzioni di Toodles e, dopo essersi riconciliato con Jerry, ricomincia subito a inseguirlo. Tuttavia, poco dopo anche Jerry incontra una bella topolina di cui si innamora, ignorando a sua volta Tom.